# Monster Hunter Tri
Monster Hunter Tri (モンスターハンター3 (トライ)?, Monsutā Hantā Torai, "Monster Hunter Try"), anche noto come Monster Hunter 3, è il terzo capitolo della serie Monster Hunter, realizzato per Nintendo Wii. Precedentemente pensato per PlayStation 3, la produzione venne spostata sulla console di Nintendo a causa degli alti costi di sviluppo.
Nel corso del Tokyo Game Show 2008 fu annunciato l'arrivo in Giappone di Monster Hunter Tri per il 1º agosto 2009, In Europa il gioco venne rilasciato solo il 23 aprile 2010. il terzo capitolo della saga Monster Hunter è dotato di una componente online che prevede la partecipazione da due a quattro giocatori, supporta il Wii Speak per poter parlare con gli amici.
Capcom ha anche aggiunto che per il gioco sono state sviluppate, sia nuove mappe, che nuovi mostri, la cui IA fu completamente riscritta, in modo da ricreare un ecosistema credibile. Le azioni di gioco comprendono anche aree sottomarine.

## Distribuzione
Durante la progettazione del gioco, la Capcom ha dichiarato che Monster Hunter Tri sarebbe uscito in America e di conseguenza anche in Europa: "non vi è alcun cambiamento significativo nella strategia dell'azienda: pubblicheremo principalmente videogiochi per PS3, Xbox 360 e Wii. Inoltre, abbiamo in programma di rilasciare i nostri videogiochi principali oltreoceano per acquisire utenti, poiché il mercato estero della piattaforma Wii è ampio. Uno dei nostri titoli principali è 'Monster Hunter 3.' Se riusciamo a ottenere il riconoscimento di questo prodotto da parte dei mercati europei e nordamericani, la nostra strategia di mercato vedrà un cambiamento evidente. Nel frattempo, stiamo rivedendo la possibilità di rilasciare nuovi titoli oltre ad "Ace Attorney" per Nintendo DS". 
Nell'ultimo Nintendo Media Summit fu confermato che l'uscita del videogioco sarebbe avvenuta in America il 20 aprile 2010 ed in Europa il 23 aprile 2010. Fu anche annunciato che il gioco sarà completamente gratuito e libero da ogni abbonamento mensile, bimestrale per la campagna online.
Anche in Italia era disponibile la limitatissima Ultimate Hunter Edition, che comprende, oltre al gioco, un Classic controller nero per Wii, l'accessorio Wii Speak e la statuetta della testa del Drago Lagiacrus.

## Trama
Il protagonista è un cacciatore novizio inviato dalla Gilda Dei Cacciatori nel villaggio di Moga, costantemente colpito da una serie di spaventosi terremoti che rischiano di far inabissare l'isola e che si verificano frequentemente. Dopo essere arrivato ed aver assistito ad una devastante scossa che distrugge la fattoria, il cacciatore fa la conoscenza del Capo Villaggio, di Zuccherino (referente della Gilda e addetta al banco missioni dell'isola) e di altri personaggi, tra i quali il Figlio del Capo (soprannominato Junior). Il Capo illustra quindi la situazione: è sicuro che i terremoti siano causati dal Lagiacrus, terribile Leviathan simile ad un coccodrillo capace di produrre elettricità tramite degli organi presenti sulla sua schiena (nonché mostro sulla copertina del gioco originale). Tuttavia, il protagonista non è ancora pronto per affrontare la bestia, essendo un novizio, e viene incitato ad imparare i fondamenti della caccia.
Nel mentre, Zuccherino sta ancora cercando di convincere la Gilda dei Cacciatori ad iniziare ad inviare delle missioni per il protagonista. Tuttavia, l'organizzazione si dimostra estremamente disinteressata e cede solo dopo un determinato periodo di tempo (che il cacciatore utilizza per imparare la meccanica delle uscite nei Boschi di Moga). Finalmente, dalla Gilda giungono le prime missioni, relative alla raccolta di alcuni funghi speciali e alla consegna di delle budella di mostro. Dopo aver completato la prima missione ed aver aiutato il Capo Contadino a sbarazzarsi di alcune Jaggia che intralciavano i raccolti, il cacciatore si dirige a raccogliere le budella, facendo però un inaspettato incontro: infatti, il Lagiacrus invade l'area, obbligando alla fuga il protagonista, che riesce comunque a completare la missione.
Completate le prime missioni, dalla Gilda giunge la prima missione urgente, che il cacciatore deve completare per poter passare alle missioni di rango successivo (le due stelle), relativa all'uccisione di alcune Ludroth. Così, il Capo Villaggio assegna al protagonista la prima missione di caccia ad un mostro grande: un Gran Jaggi da affrontare nelle Piane Sabbiose, seconda area di gioco. Dopo aver eliminato il Gran Jaggi, imparando così anche i fondamenti della cattura ai mostri, un ragazzino del villaggio rientra senza fiato affermando di avere visto un "folletto" nei Boschi di Moga e si offre di pagare lui stesso la quota per la missione. Il protagonista accetta di aiutarlo, pur sapendo che il compenso della missione sarà a dir poco misero, e fa la conoscenza della misteriosa creatura: uno Shakalaka, piccolo essere umanoide membro di una tribù che risiede molto lontano da Moga. Questo individuo afferma di chiamarsi Cha-Cha. Per ringraziare il cacciatore per averlo salvato da alcune Jaggia e Ludroth, accetta di accompagnarlo come "assistente" nelle missioni.
Successivamente, il protagonista si occupa di alcune missioni (avendo già raggiunto le tre stelle) relative all'eliminazione di un Qurupeco nella Piane Sabbiose ed un Ludroth Reale nella Foresta Inondata (nuova zona di caccia); la seconda missione è per conto della Pescivendola del villaggio, la quale ha bisogno di aiuto: i capitani delle tre principali navi da pesca di Moga (Leader, Lancianera e Lanciarossa) hanno appena visto le loro navi distrutte dal Lagiacrus, che nel frattempo si sta avvicinando sempre più a Moga. Abbattuto il Ludroth Reale, il cacciatore elimina anche un Barroth nelle Piane Sabbiose, convincendo la Gilda ad assegnargli la missione urgente. Inoltre, il Capo Villaggio afferma di considerare ormai il cacciatore pronto per affrontare il Lagiacrus e promette di avvisarlo quando qualcuno avvisterà la bestia.
Tale missione prevede di affrontare un inquietante Leviathan della Foresta Inondata noto come Gobul, colpevole di aver appena distrutto la nave di un mercante che commercia con il villaggio di Moga. Il protagonista fa così anche la conoscenza del Capitano del Mercantile, uomo orientale che smercia i beni di Moga con altre aree, portando poi i frutti del viaggio al villaggio. Tuttavia, il Capo Villaggio ha delle notizie importanti: il Lagiacrus è stato avvistato sulla costa. Il protagonista parte per affrontarlo e riesce a respingerlo, facendolo ripiegare in mare aperto. L'intero villaggio è in festa, sapendo di avere finalmente dalla loro parte qualcuno capace di poter sconfiggere il terribile mostro. Nonostante ciò, il Capo sa che il Lagiacrus non è morto e che, di conseguenza, tornerà; inoltre, aggiunge che la prossima volta lo scontro sarà molto più duro (in quanto il Lagiacrus si farà affrontare solo in acqua, dove possiede molta più mobilità del cacciatore). Tuttavia, per tenere alto il morale del villaggio, Zuccherino presenta al cacciatore una nuova zona di caccia, la Tundra, e per tenerlo in allenamento, gli comunica la prossima missione della Gilda: affrontare una Rathian.
Eliminata anche la Rathian, il Capo Villaggio comunica al protagonista del ritorno del Lagiacrus: la belva questa volta pare essere a dir poco furiosa e punta dritta su Moga, decisa a distruggerla. Così, supportato da tutto il villaggio, il protagonista si prepara al duello finale e, dopo un epocale scontro, abbatte finalmente il terribile Leviathan. Tuttavia, le scosse sono tutt'altro che finite; infatti, un altro potente terremoto colpisce il villaggio, lasciandone gli abitanti scioccati. Come se non bastasse, Cha-Cha è misteriosamente sparito dopo lo scontro con il Lagiacrus e la Gilda si prepara a far evacuare Moga. Tuttavia, grazie all'insistenza di Zuccherino, l'organizzazione sospende l'ordine di evacuazione e si mobilita per scoprire la vera causa delle scosse.
Dopo aver completato un'altra missione assegnata della Gilda (consegna di alcune Pietre-Polvere o cattura di un altro Lagiacrus, la decisione spetta al giocatore) il giocatore sblocca un'altra zona di caccia, il Vulcano.
Cha-Cha fa il suo ritorno al villaggio, affermando di aver scoperto la vera origine dei terremoti, causati, a quanto sembra, da un gigantesco drago marino. Sebbene questa notizia non venga inizialmente creduta da nessuno nel villaggio, la Gilda ne conferma, davanti allo stupore di tutti, la veridicità: il colpevole è un mastodontico Drago Anziano marino noto come Ceadeus. L'organizzazione ordina così l'immediata evacuazione del villaggio, affermando semplicemente che "non è la prima volta che il Ceadeus si comporta in questo modo". Così, il Capo Villaggio si rassegna e comunica al protagonista la verità: lui era, un tempo, un cacciatore, e conosceva molto bene la Gilda dei Cacciatori. I suoi antenati fecero costruire, dove ora sorge Moga, uno splendido villaggio, che venne poi inabissato dal Ceadeus, esattamente come ora sta succedendo a Moga. Ormai rassegnato, il Capo afferma che, così come i suoi antenati sono caduti davanti al drago marino, ora tocca a loro.
Tuttavia, il protagonista non ha intenzione di arrendersi e decide di affrontare personalmente il Ceadeus, contrariamente al pensiero della Gilda, che preferiva lasciare che inabissasse il villaggio per costringerlo ad uscire allo scoperto ed inviargli contro un intero esercito. Così, consegna a Junior una serie di materiali (500 Punti Risorsa, Scaglie di Lagiacrus, minerale Pelagicite e Pelle di Sharq) necessari a riparare la Maschera Antica, strumento utilizzato dai loro antenati per respirare sott'acqua, in quanto l'unico ambiente dove è possibile affrontare il Ceadeus è l'oceano. La Gilda viene, tuttavia, a sapere dell'idea del protagonista e minaccia di far perdere il posto sia a lui che a Zuccherino se dovessero tentare di affrontare il drago marino.
Ovviamente, né il protagonista né la sua "fidata referente", come ella stessa si autodefinisce, hanno intenzione di lasciar perdere e decidono quindi di depistare la Gilda facendo affrontare al protagonista un Rathalos nel Vulcano ed un Barioth nella Tundra, facendo credere all'organizzazione che il cacciatore abbia cambiato idea. Mentre Zuccherino studia un modo per togliersi letteralmente le attenzione della Gilda di dosso, il protagonista viene a sapere che la Maschera Antica è troppo piccola per essere indossata da lui e che quindi il piano sarebbe tecnicamente fallito. Tuttavia, entra in gioco Cha-Cha, abbastanza minuto da poter indossare la maschera e capace di rilasciare ossigeno per il protagonista ad ogni sua richiesta.
Successivamente, il cacciatore consegna alcuni materiali (1500 Punti Risorsa, Pelli di Gigginox, Speroni di Rathian e Rathalos e del minerale Machalite) a Junior per permettergli di stabilire un accampamento esattamente sopra la tana del Ceadeus, garantendo così al protagonista un rapido ingresso. Proprio quando tutto sembra andare per il migliore dei modi, la Gilda torna alla carica, ordinando l'immediata evacuazione di Moga per evitare che il cacciatore e Zuccherino compiano "gesti sconsiderati". Così, il protagonista è costretto ad abbattere un Uragaan per convincere l'organizzazione della loro onestà. Il piano va a buon fine grazie a Zuccherino, che invia una lettera alla Gilda nella quale afferma che lei ed il cacciatore sorveglieranno l'evacuazione, garantendo così al protagonista un escamotage per rimanere ed eliminare il Drago Anziano.
Terminati i preparativi, ha inizio la missione: facendo indossare ad allo Shakalaka la Maschera Antica, il protagonista si tuffa in mare ed affronta il Ceadeus, che si presenta come un titanico mostro simile ad una balena dotata di enormi corni, il sinistro molto più grande del destro. Tuttavia, durante lo scontro, il cacciatore scopre la totale non ostilità del mostro, il quale stava semplicemente sbattendo il corno sinistro contro il fondale per alleviarne il dolore, in quanto con il passare degli anni, esso gli avrebbe lentamente coperto l'occhio sinistro. Dopo una lunga lotta, il protagonista ferisce gravemente il Drago Anziano che viene così intrappolato.
Il duello finale ha luogo nelle rovine ormai sommerse del villaggio costruito dagli antenati, dove cacciatore e bestia si affrontano in un duello all'ultimo sangue, con il Ceadeus che sfodera finalmente tutta la sua forza. Dopo un lungo ed estenuante scontro, grazie alle Catapulte Subacquee ed all'Ammazzadraghi presenti nelle rovine, il protagonista riesce a spezzare di netto il corno sinistro del mostro il quale, finalmente libero dal dolore, abbandona le acquee limitrofe a Moga e scompare per sempre. Così, a Moga torna la pace: il Capitano del Mercantile dona al cacciatore la sua Spada Lunga e la Gilda, pur conscia del fatto che il protagonista e la sua fidata referente le hanno mentito, decide di non licenziarli. Un ultimo filmato che mostra una grande festa al villaggio conclude il gioco ed il cacciatore si stabilisce definitivamente a Moga per proteggerla da eventuali minacce.
La storia prosegue in Monster Hunter 3 Ultimate

## Modalità di gioco

### Armi
Le armi si dividono in due gruppi principali: armi da mischia e armi da distanza. Le armi da mischia sono generalmente dotate di un potere di attacco molto più efficiente delle armi a distanza, ma comportano lo svantaggio di essere costantemente alla portata degli attacchi dei mostri. Le armi da distanza sono tendenzialmente inutili da sole, ma sono efficaci in gruppo, specie se supportate da dei buoni attaccanti, dotati di potenti armi da mischia.
Le diverse armi da mischia sono dotate di "acutezza" o grado di affilatura, che corrisponde alle capacità di penetrazione: con l'uso questa può calare, diminuendo la potenza degli attacchi. Si distinguono in base al colore, dalla minima alla massima: rossa, arancione, gialla, verde, blu e bianca. L'"acutezza" viola, ulteriore potenziamento di quella bianca, è disponibile solo nella versione Freedom Unite.
La "guardia" corrisponde alle capacità di difesa.
Le armi dispongono inoltre di colpi critici, o "affinità", caratteristica che corrisponde alla possibilità di infliggere un maggior danno: la quantità, o frequenza, dei colpi critici è espressa tramite percentuale nella barra delle informazioni. I colpi critici positivi aumentano i danni del 25%, quelli negativi li diminuiscono del 25%.

### Cha-Cha
Sostituisce i Felyne da combattimento di Monster Hunter Portable 2nd G. Il cacciatore può impartirgli ordini, rendendo più tattica la caccia con questo esserino. Inoltre, le maschere che indossa si possono cambiare. Una di queste, per esempio, è un barbeque e si può utilizzare per cucinare la carne per poi darla al cacciatore o a Cha-Cha.

## Curiosità
Il gioco è uno dei 27 ad aver ricevuto il "Perfect Score" dalla rivista Famitsū, 40/40.
Nella versione giapponese del gioco è presente la spada Tessaiga chiaro riferimento all'anime Inuyasha, grazie ad una collaborazione dei creatori del gioco con la rivista che lo pubblicava in Giappone.

## Monster Hunter 3 Ultimate
Il 10 dicembre 2011 è stata pubblicata in Giappone un'espansione per Nintendo 3DS, Monster Hunter Tri G ( モンスターハンター3（トライ）G?, Monsutā Hantā Torai G). Dopo la sua uscita si era ipotizzato che il gioco venisse pubblicato anche negli Stati Uniti e in Europa, e la Capcom ha ufficializzato che ciò avverrà nel marzo 2013, con il nome di Monster Hunter 3 Ultimate. Una versione in HD verrà invece distribuita in Giappone per la console Wii U l'8 dicembre 2012, con modalità online completa, multiplayer locale e possibilità di trasferimento di dati dal Nintendo 3DS.

### Caratteristiche
Il gioco contiene elementi sia di Monster Hunter Tri che di Monster Hunter Portable 3. È di nuovo disponibile la possibilità di nuotare sott'acqua durante le missioni e sono disponibili tutti i mostri del terzo capitolo, più altri degli episodi precedenti e altri inediti. Fa inoltre il suo ritorno Cha-Cha, affiancato ora da un altro suo simile, di nome Kayanba, che lo aiuterà a dare supporto al cacciatore con nuove maschere ed abilità. Come nei precedenti capitoli, sono presenti anche i Felyne, ma essi non danno alcun aiuto nella caccia.